# 圣莱热 (马耶讷省)
圣莱热（法語：Saint-Léger，法語：[sɛ̃ leʒe] ⓘ）是法国马耶讷省的一个市镇，位于该省东部，属于拉瓦勒区。

## 地理
圣莱热（48°4'57"N, 0°27'21"W）面积17.22 平方千米，位于法国卢瓦尔河地区大区马耶讷省，该省份为法国西北部内陆省份，北起芒什省和奧恩省，西接伊勒-维莱讷省，南至曼恩-卢瓦尔省，东临萨尔特省。
与圣莱热接壤的市镇（或旧市镇、城区）包括：拉沙佩勒兰苏安、利韦、韦日、圣苏珊和沙姆、埃夫龙、布朗杜埃-圣让。

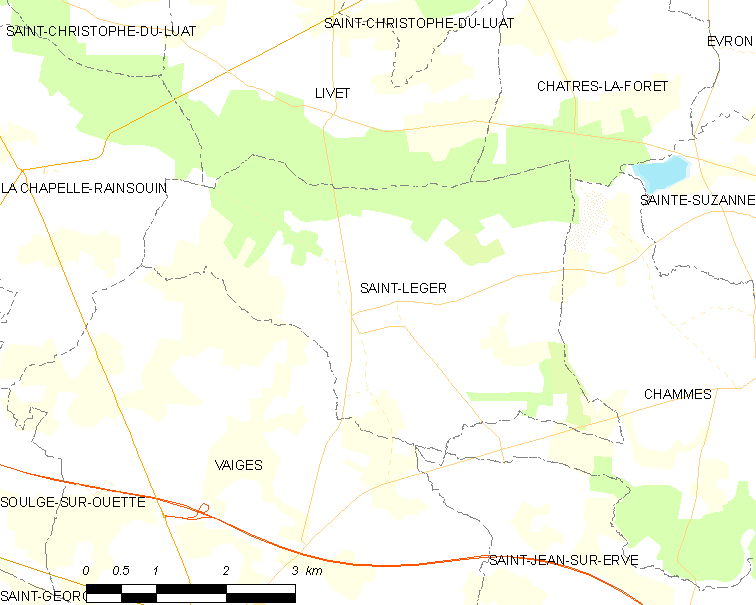
的OSM定位图

圣莱热的时区为UTC+01:00、UTC+02:00（夏令时）。

## 行政
圣莱热的邮政编码为53480，INSEE市镇编码为53232。

## 政治
圣莱热所属的省级选区为梅莱迪迈讷县。

## 人口

1962-2008年间人口变化图示

圣莱热于2022年1月1日时的人口数量为323人。